# Marian Marcel Dănilă
Marian Marcel Dănilă (* 9. September 1991) ist ein rumänischer Biathlet.

## Karriere
Marian Marcel Dănilă startet für den Clubul Sportiv Școlar Baia Sprie, wo er von Marin Ananie trainiert wird. Auf nationaler Ebene konnte er zahlreiche Meistertitel im Juniorenbereich gewinnen und trat nebenher auch im Skilanglauf an. Bei den rumänischen Biathlon-Landesmeisterschaften im Seniorenbereich holte er im Januar 2011 mit dem dritten Platz im Sprint den ersten Podestplatz nach über dreißig Jahren für seinen auf die sportliche Ausbildung von Schülern ausgerichteten Verein.
Dănilă bestritt sein erstes internationales Rennen 2009 in Ridnaun im Rahmen des IBU-Cups, beendete aber sein erstes Einzel nicht. Beim folgenden Sprint wurde er 82. Sein bestes Ergebnis in der Rennserie erreichte er bislang 2012 in Altenberg, als er in einem Einzel den 51. Platz belegte. Erste internationale Meisterschaft wurden die Juniorenweltmeisterschaften 2010 in Torsby, bei denen Dănilă 74. des Einzels und 70. des Sprints wurde. Ein Jahr später wurde der Rumäne in Nové Město na Moravě 78. in Einzel und Sprint. Im weiteren Jahresverlauf startete er bei den Juniorenrennen zunächst der Sommerbiathlon-Europameisterschaften 2011 in Martell, danach der Weltmeisterschaften in Nové Město. In Südtirol kam er in Sprint und Verfolgung auf 13. Plätze und verpasste mit der Mixed-Staffel als Viertplatzierter eine Medaille, in Tschechien wurde er 45. des Sprints und im darauf basierenden Verfolgungsrennen überrundet. 2012 trat Dănilă bei den Juniorenrennen der Europameisterschaften an und wurde in Osrblie 23. des Einzels, 38. des Sprintrennens, 35. der Verfolgung und Neunter mit der Mixed-Staffel. Bei den Europameisterschaften ein Jahr später in Bansko startete der Rumäne erstmals bei einer internationalen Meisterschaft im Männerbereich. Er wurde 62. des Einzels, 54. des Sprints und beendete als überrundeter Läufer das Verfolgungsrennen nicht.

## Statistik

### Platzierungen im Biathlon-Weltcup
Die Tabelle zeigt alle Platzierungen (je nach Austragungsjahr einschließlich Olympische Spiele und Weltmeisterschaften).
- 1.–3. Platz: Anzahl der Podiumsplatzierungen
- Top 10: Anzahl der Platzierungen unter den ersten zehn (einschließlich Podium)
- Punkteränge: Anzahl der Platzierungen innerhalb der Punkteränge (einschließlich Podium und Top 10)
- Starts: Anzahl gelaufener Rennen in der jeweiligen Disziplin
- Staffel: inklusive Mixed- und Single-Mixed-Staffeln

| Platzierung         | Einzel | Sprint | Verfolgung | Massenstart | Staffel | Gesamt |
| ------------------- | ------ | ------ | ---------- | ----------- | ------- | ------ |
| 1. Platz            |        |        |            |             |         |        |
| 2. Platz            |        |        |            |             |         |        |
| 3. Platz            |        |        |            |             |         |        |
| Top 10              |        |        |            |             |         |        |
| Punkteränge         |        |        |            |             | 8       | 8      |
| Starts              | 2      | 5      |            |             | 8       | 15     |
| Stand: Karriereende |        |        |            |             |         |        |